# Jalón de Cameros
Jalón de Cameros – gmina w Hiszpanii, w prowincji La Rioja, w La Rioja, o powierzchni 8,43 km². W 2011 roku gmina liczyła 23 mieszkańców.